# August Christian Adolf Zestermann
August Christian Adolf Zestermann (* 10. Januar 1807 in Wilka, Oberlausitz; † 17. März 1869) war ein deutscher Kunsthistoriker und Pädagoge.

## Leben
Zestermann lernte in Zittau. Ab 1825 studierte er an der Universität Leipzig und promovierte sich zum Dr. phil. Im Jahr 1832 wurde er Lehrer an der Thomasschule zu Leipzig. 1868 wurde er Professor ebenda. Er forschte auf dem Gebiet des christlichen Altertums. Zestermann publizierte in den Neuen Jahrbüchern für Philologie und Paedagogik.
Er war Mitglied der Deutschen Gesellschaft zur Erforschung vaterländischer Sprache und Alterthümer in Leipzig sowie korrespondierendes Mitglied der Oberlausitzischer Gesellschaft der Wissenschaften in Görlitz, des Instituto di Correspondenza Archeologica in Rom und der American Ethnological Society in New York. Außerdem war er Ehrenmitglied der Lausitzer Predigergesellschaft. Er ist in die Leipziger Freimaurerloge Minerva zu den drei Palmen aufgenommen worden und bekleidete dort verschiedene Logenämter.
Er wurde im Zestermannschen Erbbegräbnis in der III. Abteilung des Neuen Johannisfriedhofs beerdigt.

## Werke
- Die antiken und die christlichen Basiliken nach ihrer Entstehung, Ausbildung und Beziehung zueinander dargestellt. (1847)
- De basilicis. libri tres, a Regia Academia Literaria, quae in Belgio floret, praemio ornati. Brüssel (1847)
- Systematische Darstellung der Entwickelung der Baukunst in den obersächsischen Ländern. (1852)
- Rede zum Ehrengedächtnisse des Herrn Dr. Carl Heinrich Adelbert Lipsius. (1861)
- Die bildliche darstellung des kreuzes und der kreuzigung Jesu Christi historisch entwickelt. (1867)